# Phronia denticulata
Phronia denticulata är en tvåvingeart som beskrevs av Ostroverkhova och Isotov 1974. Phronia denticulata ingår i släktet Phronia och familjen svampmyggor. Inga underarter finns listade i Catalogue of Life.